# エドガートン・ハーバート・ノーマン
エドガートン・ハーバート・ノーマン （英語: Edgerton Herbert Norman 、1909年9月1日 - 1957年4月4日）は、カナダの外交官。日本史の歴史学者。日本生まれ。ソ連のスパイの疑いをかけられ自殺した。

## 経歴

### 生い立ち

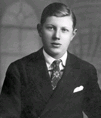
10代の頃

1909年、在日カナダ人宣教師のダニエル・ノーマンの子として現在の長野県軽井沢町で生まれた。父ダニエル（1864年 - 1941年）は1897年に来日し、1902年から長野市に住み、廃娼運動、禁酒運動に尽くしたが、ハーバート自身はシェリー酒を嗜みながら雑誌を読むタイプだった。
その後カナダのトロントに移り、父と同じトロント大学ビクトリア・カレッジに入学、この頃より社会主義へ傾倒。1933年にケンブリッジ大学トリニティ・カレッジに入学し、歴史学を専攻した。このころは左翼系の学生活動にのめりこみ、共産主義系の数々の学生組織で活動した。1935年に卒業し、ハーバード大学に入学。大学では、軽井沢の教会を通じて両親同士が知り合いであったエドウィン・ライシャワーのもとで日本史を研究。その一方で、学友であり「社会主義者」を自称した都留重人らと親交を結ぶなど、学友を社会主義活動へ勧誘し続けた。そのため、英MI5（情報局保安部）がノーマンを共産主義者と断定することとなった。

### 外交官として
1939年に同大学を卒業し、カナダ外務省に入省、1940年には東京の公使館へ語学官として赴任。公務の傍ら、東京帝国大学明治新聞雑誌文庫（宮武外骨が創設）を頻繁に訪ね、近代日本史の研究を深めるとともに、羽仁五郎に師事して明治維新史を学ぶ。また、丸山真男らとも親交を深めるなど、充実した日々を送っていた。しかし1941年12月に日本とカナダ間で開戦したために、日本政府によって軟禁状態に置かれ、翌年日米間で運航された交換船で帰国。太平洋問題調査会などで活動した。

### 戦後、GHQに所属し来日
第二次世界大戦後の1945年（昭和20年）9月、アメリカからの要請によりカナダ外務省からGHQに対敵諜報部調査分析課長として出向し、同年9月27日からの昭和天皇とマッカーサーのGHQ側通訳を担当した。マルクス主義の憲法学者鈴木安蔵らに助言して憲法草案要綱作成を促すほか、GHQ指令で釈放された共産党政治犯の志賀義雄や徳田球一らから反占領軍情報を聞き出すなどした。また、政財界・言論界から20万人以上を公職追放した民政局次長のチャールズ・L・ケーディスの右腕として協力したほか、戦犯容疑者調査を担当し、近衛文麿と木戸幸一をA級戦犯に指名し、起訴するための「戦争責任に関する覚書」を提出した。連合国軍占領下の日本の「民主化計画」に携わるかたわら、学者としても、安藤昌益の思想の再評価につとめ、渡辺一夫・中野好夫・桑原武夫・加藤周一らと親密に交流した。特に重要なのは1946年にGHQが戦前の日本の政党の活動を禁止した中で日本共産党だけはノーマンの助言でこの禁止を受けなかった。これが学生時代の左翼活動と相まってその後のソビエトスパイの容疑に大きく影響する。
1946年8月には駐日カナダ代表部主席に就任する。1947年には東大の研究生であった三笠宮の英語の家庭教師となり、常磐松町の宮内庁分室で講義を行った。
その後1951年9月にはサンフランシスコ対日講和会議のカナダ代表主席随員を務め、その後カナダ外務省本省に戻る。

### スパイ容疑
その後、第二次世界大戦後の冷戦下のアメリカで起きた赤狩り旋風の中で共産主義者の疑いをかけられ、アメリカの圧力を受けたカナダ政府による審問を数回に渡って受ける。
そのようなアメリカからの圧力から逃れさせるべく、1953年には駐ニュージーランド高等弁務官に任命され、その後1956年には駐エジプト大使兼レバノン公使に栄転する。同年に起きたスエズ動乱勃発では、盟友のレスター・B・ピアソンを通して現地の平和維持と監視のための国際連合緊急軍導入に功績を残し高い評価を得た。しかし、都留重人を取り調べたFBI捜査官によるアメリカ合衆国上院における証言によって「共産主義者」との疑いを再度かけられ、1957年4月4日に赴任先のカイロで飛び降り自殺を遂げた。

### 死後の顕彰
カナダ政府は生前からノーマンのスパイ説を否定し続けており、カナダ外務省はノーマンの「功績」を称えて2001年5月29日に東京都港区赤坂にある在日カナダ大使館の図書館を、「E・H・ノーマン図書館」と命名した。

## 共産主義との関わりに関して
ただし、公聴会での証言記録を検討した鶴見俊輔によると、都留はノーマンが共産主義者であるかどうかについて言明や評価を避けており、都留の発言は、彼を知っている、彼と何年に会った、彼の職位は云々だったなどの「単純事実命題」に留まっており、日本のメディアでバッシングされているような裏切りや陥れの事実はない。
実際に学生時代に共産主義者であった事実は確定しており、学者としてもかなり左寄りの論調を主張した事実はあった。しかし、ベノナも含めてノーマンがスパイであったとの証拠は見つかっていない。

### ノーマン・ファイル
2014年7月、イギリス国立公文書館が所蔵する英国内のスパイ摘発や国家機密漏洩阻止などの防諜を担うMI5などの秘密文書のうち、「共産主義者とその共感者」と名付けられたカテゴリーに「ノーマン・ファイル」（分類番号KV2/3261）があることが公表され、ガイ・リッデルMI5副長官からカナダ連邦騎馬警察（RCMP）ニコルソン長官に宛てた1951年10月9日付の書簡内で「インド学生秘密共産主義グループを代表してインド人学生の共産主義への勧誘の責任者を務めていたノーマンが1935年にグレートブリテン共産党に深く関係していたことは疑いようがない」と記されていたことが明らかになった。
また、同ファイルには、GHQでマッカーサーの政治顧問付補佐官だったアメリカの外交官、ジョン・エマーソンがノーマンの共産主義者疑惑に関連して米上院国内治安小委員会で証言した記録が含まれており、その中で、GHQの対日工作として行なった「ウォー・ギルト・インフォメーション・プログラム（WGIP）」（軍国主義者と国民を二分化することで日本国民に戦争に対する贖罪意識を植え付け、アメリカへの戦争責任批判を回避するための戦略）は、中華民国の延安で中国共産党が野坂参三元共産党議長を通じて日本軍捕虜に行なった思想改造のための心理戦（洗脳）の手法を取り入れたと証言したことが明らかになった。

## 家族・親族
- 父 ダニエル・ノーマン(1864-1941) - トロント市近郊オーロラ出身[3]。メソジスト派宣教師として1897年に来日し、東京、金沢、長野で伝道[9]。1902年から1940年まで長野市に定住。軽井沢に別荘を持ち、他の外国人避暑客らとともに軽井沢夏季滞在者協会を組織し別荘地開発に協力した[3]。来日した1897年に軽井沢合同教会（ユニオンチャーチ）を創立し、1906年には官営鉄道碓氷線の上級技術者用クラブハウスを買い取って改装し教会として使用、1918年にはヴォーリズ設計で改築し別荘地の外国人専用教会として多くの信徒を集めた[10]。日本人向けには1905年に軽井沢合同基督教会（現・軽井沢教会）を創設[11]。1929年に長野福音学校開設、賀川豊彦を招く[9]。農家出身であったことから農業にも詳しく、稲作以外の換金作物を求めていた地元農家にトマト栽培を紹介した[3]。一家が暮らした長野市の家は北野建設の所有となって飯綱高原に移築され、「旧ダニエル・ノルマン邸」として長野市の指定文化財となっている[12][13]。
- 母 キャサリン・ノーマン
- 姉 グレース・ノーマン(1903-?)
- 兄 ハワード・ノーマン(1905-1987) - 軽井沢生まれ。トロント大学、アメリカ・ユニオン神学校で神学を修め、1932年に父の跡を継ぐため合同教会宣教師として来日し、富山、東京、金沢で布教活動[14]。1939年にカナダ人生徒などの通う神戸市のカナディアン・アカデミーの舎監となったが、戦争でカナダへ帰国、戦後の1947年に再来日して関西学院大学文学部英文学科教授になり、1952年に神学部教授就任[14]。1959年よりカナダ合同教会宣教部勤務、1961年再来日し、長野県塩尻市に塩尻アイオナ教会を設立[14]。妻グエンとともに、日本におけるカナダ・メソジストの宣教の歴史をまとめた著作のほか、芥川龍之介の小品の英訳もある[14]。

## 著作
著述
- 『封建制下の日本人民』E.H.ノーマン述、大窪愿二編、信濃毎日新聞社 1948

邦訳された著作
- 『日本における近代国家の成立』大窪愿二訳 時事通信社 1947[1]
  - 文庫化 岩波文庫 1993年
- 『日本における兵士と農民』陸井三郎訳 白日書院 1947[1]
- 『クリオの顔 歴史随想集』大窪愿二訳 岩波新書 1956
  - 文庫化 岩波文庫 1986年
- 『忘れられた思想家 安藤昌益のこと』大窪愿二訳 岩波新書 1950[1][15]
- 『日本占領の記録 1946-48』加藤周一監修、中野利子編訳 人文書院 1997

著作集
- 『ハーバート・ノーマン全集』(全4巻) 大窪愿二編訳、岩波書店 1977-1978
  - 増補版 磯野富士子・河合伸訳 1989年
  - 再版 2001年

## 関連人物
- マーク・ゲイン
- ドン・ブラウン
- ハーバート・パッシン
- エドウィン・O・ライシャワー
- 奥村勝蔵
- 井口貞夫